# Therates laotiensis
Therates laotiensis (лат.) — вид жуков-скакунов рода Therates из семейства жужелицы (Carabidae).

## Распространение
Лаос (Borikhamxai).

## Описание
Длина от 6,4 до 9,1 мм. Тело с металлическим блеском. От близких видов отличается сочетанием ланцетных усиков, жёлтой вершины надкрылий и их большой центральной точки. Голова блестящая зеленовато-чёрная. Мандибулы желтоватые, зубцы по краю буроватые. Верхняя губа равной ширины и длины, желтоватая, с шестью вершинными зубцами и одним боковым зубцом. Губные и максиллярные щупики желтоватые. Наличник голый. Лоб гладкий, с одной малозаметной поперечной бороздой в задней части. Переднеспинка блестящая зеленовато-чёрная, её длина равна ширине, сужена спереди и сзади. Надкрылья блестящие буровато-чёрные с коричневато-жёлтыми отметинами. Брюшная сторона чёрная. Ноги самцов желтоватые (у самок темнее), голени и челюсти несколько затемнены дистально.